# Norbert Bergh-Trips
Norbert Bergh-Trips, także von Bergh-Trips, Bergh von Trips, Berg-Trips, Bergh Tripps (ur. 18 stycznia 1912 w Grazu, zm. 6 czerwca 1980 tamże) – funkcjonariusz SS, funkcjonariusz Gestapo w okupowanej przez Niemców Warszawie, ostatni komendant więzienia Pawiak.

## Życiorys
Urodził się w Austrii, którą opuścił w 1933, aby dołączyć do niemieckiej partii NSDAP. Wstąpił także do SS otrzymując numer 281 072. W 1936 został zatrudniony w Kriminalpolizei (Kripo) w Berlinie. W 1938 został przyjęty do pracy w Gestapo. 29 stycznia 1941 otrzymał awans na SS-Obersturmführera. 
W Warszawie był szefem referatów C i D (05.12.1942-1944) w Wydziale IV KdS Warschau (odpowiednik Gestapo w Urzędzie Komendanta Policji Bezpieczeństwa i Służby Bezpieczeństwa Dystryktu Warszawskiego). Od 16 lipca do 21 sierpnia 1944 był ostatnim komendantem więzienia Pawiak przy ul. Dzielnej. Był odpowiedzialny za zbrodnie w okupowanej Warszawie. Wraz z Obersturmführerem Walterem Witosskiem w latach 1943–1944 wielokrotnie kierował publicznymi egzekucjami więźniów w ruinach getta oraz egzekucjami na warszawskich ulicach.
Po 1945 nie został pociągnięty do odpowiedzialności za swoje zbrodnie w czasie II wojny światowej. W czasie wieloletniego procesu Ludwiga Hahna przed Wyższym Sądem Krajowym w Hamburgu składał zeznania w charakterze świadka obrony.